# Delivered at Place
 (mai 2012).
Si vous disposez d'ouvrages ou d'articles de référence ou si vous connaissez des sites web de qualité traitant du thème abordé ici, merci de compléter l'article en donnant les références utiles à sa vérifiabilité et en les liant à la section « Notes et références ».
« Delivered at Place » est un incoterm qui remplace à partir du 1er janvier 2011 les incoterms suivants : DDU, DES et DAF.
Il est considéré comme multimodal, car valide pour tous les types de transports.
Le vendeur a dûment livré dès lors que les marchandises sont mises à disposition de l’acheteur sur le moyen de transport d’approche, prêt pour le déchargement au lieu de destination convenu.
Le vendeur assume les risques liés à l’acheminement des marchandises jusqu’au lieu de destination.
Les formalités à l’exportation sont effectuées par le vendeur, mais par contre celui-ci n’a aucune obligation concernant les formalités douanières à l’importation.